# シーリデール・テリア
シーリデール・テリア（英：Sealydale Terrier）は、南アフリカ原産のテリアである。
1930年代〜1940年代に、イギリス出身の移民が南アフリカの気候に適合し、効率よく害獣を捕らえる事が出来る犬種を作り出すため、シーリハム・テリアとエアデール・テリアを交配させたものをもとに改良して作出した。シーリデールという犬種名は、この作出に使われた2犬種からとってつけられた。害獣駆除を行う他、ペットや家の番犬としても使われていた。1960年代以降の文献から姿を消してしまい、以後の生存状況は分かっていない。
姿はラフコートのジャック・ラッセル・テリアに似ており、体高31～33cmの小型犬である。毛色はホワイト地に有色の斑が入ったもの。